# Valle de la Orotava

Das Weinbaugebiet Valle de La Orotava in der Provinz Santa Cruz de Tenerife, auf den Kanarischen Inseln, Spanien

Valle de la Orotava ist ein spanisches Weinbaugebiet (→ Weinbau in Spanien).
Die Denominación de Origen liegt in der Provinz Santa Cruz de Tenerife im nordwestlichen Teil der Insel Teneriffa. Den Status einer DO erhielt die Herkunftsbezeichnung am 15. November 1995. Die DO umfasst Weinberge in den Gemeinden La Orotava, Los Realejos und Puerto de la Cruz. Namensgebend ist das Orotava-Tal. Im Weinbaugebiet Valle de La Orotava werden hauptsächlich die beiden Listán-Rebsorten Listán negro und Listán blanco angebaut. Die beiden Sorten belegen nahezu 90 % der Rebfläche.
Andere DO-Herkunftsbezeichnungen auf der Insel Teneriffa sind Abona, Tacoronte-Acentejo, Valle de Güímar und Ycoden-Daute-Isora.

## Geographie

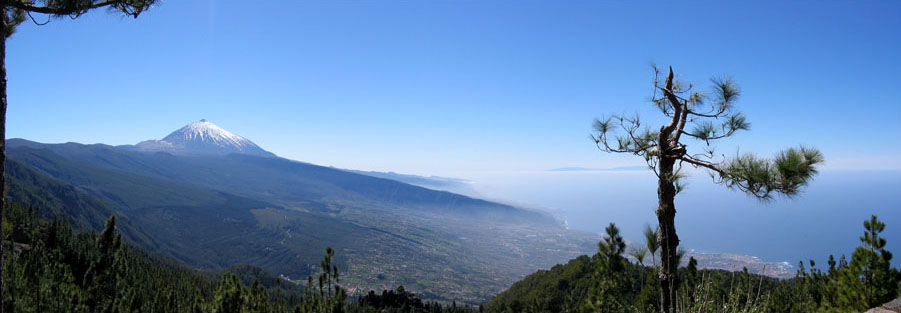
Das Orotava-Tal mit Blick zum Teide (links)

Das insgesamt 700 ha große Weinbaugebiet liegt auf einer Höhe zwischen 275 und 680 m.ü. Meeresspiegel. Die Parzellen sind extrem kleingliedrig angelegt.
Bei dem Valle de la Orotava handelt es sich um ein Gebiet, das durch eine tektonische Bruchstelle entstand. Der Begriff „Tal“ ist bei einem Ausmaß von ca. 10 × 11 Kilometer ein wenig irreführend. Das Valle de la Orotava verläuft vom Meer bis auf eine Höhe von knapp 2.000 Meter bis fast zum Beginn der Las Cañadas. Das Orotava-Tal wird im Westen wie eine Mauer durch die gewaltige „Ladera de Tigaiga“ abgeschlossen wird. Mit der „Ladera de Santa Ursula“ wird das Tal auch im Osten durch eine steil ansteigende Kante begrenzt. Es handelt sich um die Abrisskanten („Amphitheater“) einer gewaltigen Trümmerlawine.

### Böden
Die Insel Teneriffa entstand vor etwa sieben bis fünf Millionen Jahren durch vulkanische Aktivität. In den tiefer gelegenen Gebieten des Anbaugebiets finden sich sandige Böden, im mittleren Höhenbereich findet sich Bims und in den hochgelegenen Teil überwiegen Böden mit Kalksteinen.

### Klima
Teneriffa besitzt wie alle anderen Inseln des Kanarenarchipels ganzjährig milde Temperaturen auf Grund der südlich der Rossbreiten entstehenden Nordost-Passatwinde. Besonders tagsüber steigt die mit Meereswasser gesättigte Luft am Teidemassiv hinauf. Es bilden sich in etwa 1.000 bis 1.200 Meter Höhe Wolken, die beim Kontakt mit den dortigen Lorbeer- und Kiefernwäldern zu feinem Nieselregen kondensieren.
Durch diese Tatsache existieren im Weinbaugebiet Valle de la Orotava diverse Mikroklimata. In Küstennähe bis auf eine Höhe von 550 m überwiegt ein trockenes und sehr warmes Klima. Die Rebflächen in einer Höhe von 550 bis fast 700 m ist das Klima kühler und feuchter.
| Wetterdaten         | Jan  | Feb  | Mär  | Apr  | Mai  | Jun  | Jul  | Aug  | Sep  | Okt  | Nov  | Dez  |
| Ø Sonnenstunden/Tag | 5,9  | 6,6  | 7,1  | 7,7  | 8,8  | 9,8  | 10,6 | 9,8  | 8,5  | 6,9  | 5,9  | 5,5  |
| Luft (°C)           | 17,9 | 17,9 | 18,6 | 19,0 | 20,4 | 22,2 | 24,3 | 25,0 | 24,3 | 22,8 | 20,6 | 18,7 |
| Wasser (°C)         | 19   | 18   | 18   | 18   | 19   | 20   | 21   | 22   | 23   | 23   | 21   | 20   |
| Regentage           | 5    | 5    | 5    | 3    | 1    | 0    | 0    | 1    | 1    | 3    | 5    | 6    |

## Rebsorten
Zu den empfohlenen Rebsorten zählen
- rote Sorten: Listán Negro, Negramoll, Malvasía rosada
- weiße Sorten: Gual, Malvasia de Sitges, Verdello, Vijariego

Zugelassen sind darüber hinaus
- rote Sorten: Bastardo Negro, Moscatel, Tintilla, Vijariego negro
- weiße Sorten: Bastardo Blanco, Forastera, Listán Blanco, Marmajuelo, Moscatel, Pedro Jiménez, Torrontés

Während früher als Reberziehung die Buschform (lokal en vaso genannt) überwog, tendieren die Winzer jetzt eher zur Drahtrahmenerziehung, die lokal en espaldera genannt wird.